# ウェスタ
ウェスタ (Vesta) は、ローマ神話に登場する竈、炉の火を司る女神。ギリシア神話のヘスティアーと同一視された。

## 概要
フォルム・ローマーヌムのウェスタ神殿では、女祭司（Vestalis、ウェスターリス）たちに奉仕され、聖火が絶やされることなく保たれていた。
ウェスターリスは貴族階級の少女より選ばれ、不貞行為が発覚した者は地下の穴に閉じ込められ餓死させられるという死罪が課せられた。伝説によるローマの建国者ロームルスの母レア・シルウィアもウェスタ神官であったとされる。
ウェスタの祭礼であるウェスターリア (Vestalia) は6月9日に行われ、6月7-15日の間は公事が休みとなり、女神の聖獣であるロバはスミレで飾られて休息を与えられ、神殿は聖泉の水で清掃された。